# The Palazzo
The Palazzo – luksusowy hotel i kasyno, położony przy bulwarze Las Vegas Strip w Paradise, w stanie Nevada. Stanowi własność korporacji Las Vegas Sands, a zarazem najwyższy obiekt w Las Vegas, osiągając 196 metrów.
The Palazzo wyróżniony został nagrodą pięciu diamentów AAA.

## Historia

### Konstrukcja
Konstrukcja The Palazzo została zapoczątkowana w pierwszych miesiącach 2005 roku. Większość czasu zajęło wykopanie 4–piętrowej dziury, która miała stanowić podziemny parking obiektu. Później prace budowlane postępowały w coraz szybszym tempie. W listopadzie 2006 roku budynek miał już 35 kondygnacji. W marcu 2007 roku skompletowano szkielet głównej windy, a na niższych piętrach zainstalowano okna oraz warstwy fasadowe.
Zgodnie z założeniami pierwotnymi, do 28 grudnia 2007 roku planowano oddać do użytku co najmniej tysiąc apartamentów, które miały zostać oddane do użytku gości odwiedzających Las Vegas, by świętować Nowy Rok podczas tzw. America's Party. Ostatecznie jednak, ze względu na opóźnienia w kwestiach formalnych, kasyno i inne obszary obiektu zostały otwarte o godz. 19 w niedzielę, 30 grudnia.
The Palazzo ustanowił nowy rekord dla budynku posiadającego największą powierzchnię w Stanach Zjednoczonych (wcześniej należał on do Pentagonu). Obiekt zajmuje bowiem dokładnie 645 581 m².
Części obiektu zostały oddane do użytku 30 grudnia 2007 roku, jednak oficjalne otwarcie The Palazzo nastąpiło 17 stycznia 2008 roku. Koszt jego budowy wyniósł w sumie 1,8 miliarda dolarów.
Obecnie w fazie konstrukcji pozostaje wieża The St. Regis Residences at The Palazzo, która złożona będzie z 270 prywatnych apartamentów. Obiekt powstaje na szczycie budynku, w którym znajduje się luksusowy butik Barneys New York.
The Palazzo wyróżniony został złotym certyfikatem LEED, nagradzającym obiekty, które mają największy wkład w ochronę środowiska.
The Palazzo jest 6. pod względem zajmowanej powierzchni budynkiem na świecie.

## Atrakcje

### Lamborghini Las Vegas
Lamborghini Las Vegas jest drugim w historii autoryzowanym salonem Lamborghini w Las Vegas, zawierającym poza tym samochody takich marek, jak: Bugatti, Spyker, Saleen oraz Koenigsegg. W The Palazzo znajduje się jednocześnie pierwszy na świecie butik z akcesoriami sygnowanymi przez Lamborghini.

### Pasaż handlowy
W The Palazzo znajdują się butiki takich marek, jak: Van Cleef & Arpels, Ralph Lauren, Jimmy Choo, Fendi, Cole Haan, Piaget, Diane von Furstenberg, Chloè, Bottega Veneta, Bulgari, Michael Kors, Burberry, Christian Louboutin, Catherine Malandrino, Anya Hindmarch i Charriol. Poza tym na terenie obiektu funkcjonuje sklep Barneys New York, zajmujący powierzchnię niemal 8000 m².

## Media
Film
- W pozostającym w fazie konstrukcji The Palazzo nakręcono jedną z pierwszych scen filmu Ocean’s Thirteen (2007).

Telewizja
- W lipcu 2009 roku, w The Palazzo nakręcono kilka odcinków teleturnieju Koło Fortuny.
- Konstrukcja budynku przeanalizowana została w programie Extreme Engineering Discovery Channel.